# 1730
Évszázadok: 17. század – 18. század – 19. század
Évtizedek: 1680-as évek – 1690-es évek – 1700-as évek – 1710-es évek – 1720-as évek – 1730-as évek – 1740-es évek – 1750-es évek – 1760-as évek – 1770-es évek – 1780-as évek
Évek: 1725 – 1726 – 1727 – 1728 –  1729 – 1730 – 1731 – 1732 – 1733 – 1734 – 1735

## Események

### Határozott dátumú események
- július 12. – XII. Kelemen pápa megválasztása[1]
- szeptember 30.–október 2. – Az isztambuli janicsárfelkelés lemondásra kényszeríti III. Ahmed szultánt; utóda fia, I. Mahmud.[2]

### Határozatlan dátumú események
- Dahomey királysága Ojo hűbéresévé válik.[3]
- Anders Celsius az uppsalai egyetem csillagászat professzora lesz.[4]
- Hatvan Grassalkovich Antal tulajdonába kerül.[5]

## Születések
- április 1. – Salomon Gessner, svájci idill-költő és festőművész († 1788)
- május 13. – Charles Watson-Wentworth, Rockingham második őrgrófja, a Térdszalagrend lovagja, királyi titkos tanácsos, whig párti brit politikus, miniszterelnök († 1782)
- június 26. – Charles Messier, francia csillagász († 1817)
- július 30. – Jelky András, utazó, kalandor († 1783)
- augusztus 27. – Johann Georg Hamann, német filozófus és író († 1790)
- szeptember 7. – Friedrich Wilhelm von Steuben porosz származású katonatiszt, aki jelentős szerepet játszott az amerikai függetlenségi háborúban († 1794)
- szeptember 19. – Augustin Pajou, francia szobrász († 1809)
- november 9. – Borbás Ignác, magyar minorita rendi szerzetes és hitszónok († 1803)
- november 26. – Michael Conrad von Heydendorf, magyar királyi tanácsos és polgármester († 1821)
- december 8. – Johann Hedwig, erdélyi szász orvos és természettudós († 1799)
- december 14. – James Bruce skót utazó († 1794)
- december 22. – Salagius István bölcseleti és teológiai doktor, pécsi kanonok és könyvtárnok († 1796)

## Halálozások
- január 21.  – Marco Ricci itáliai festő (* 1676)[6]
- január 30.  – II. Péter orosz cár, trónra lépett 1727-ben (* 1715)
- február 21. – XIII. Benedek (eredeti nevén Pietro Francesco Orsini), római pápa (* 1649)
- március 10. – Terézia Kinga lengyel királyi hercegnő (* 1676)
- szeptember 3. – I. Miklós moldvai fejedelem (* 1680)
- október 12. – IV. Frigyes dán király, Dánia és Norvégia királya 1699-től haláláig  (* 1671)
- október 15. – Antoine Laumet de La Mothe Cadillac francia katonatiszt, felfedező, Detroit elődjének alapítója (* 1658)
- október 25. – Johann Michael Rottmayr barokk festő (* 1656)
- november 1. – Luigi Ferdinando Marsigli, olasz földrajztudós, műgyűjtő, diplomata, utazó, tudós, hadmérnök, nyelvész-filológus, katona (* 1658)
- november 19. – Bossányi András, magyar bölcsész, jezsuita rendi tanár (* 1673)
- Leonardo Vinci itáliai barokk zeneszerző (* 1690)